# Francisco García Molinas
Francisco García Molinas (San Juan de Puerto Rico, 28 de mayo de 1858-Madrid, 1943) fue un médico, cirujano y político español. Diputado a Cortes por San Juan de Puerto Rico, en las elecciones de 1893 y 1898, cuando la isla todavía dependía del imperio español. Primer presidente de la Real Federación Española de Fútbol (1913-1916).

## Biografía
Obtuvo diez actas como senador del partido liberal por la provincia de Zamora entre 1901 y 1922. Fue encargado por el gobierno de estudiar las medidas necesarias para la extinción de la mendicidad.
Fue elegido concejal madrileño por el distrito de Hospicio. Miembro del congreso de los diputados durante la última legislatura de la restauración borbónica en España, desde el 8 de mayo de 1923 hasta el 15 de septiembre de 1923.
Mano derecha de Alberto Aguilera, alcalde de Madrid, promovió el turismo de la capital, luchó contra la indigencia en las calles y para erradicar el tifus (1909-1910) de Madrid, a través de un plan para una limpieza exhaustiva de las aguas de Madrid. Fundó también una asociación para ayudar a los ciegos. Fue el primer presidente de la Real Federación Española de Fútbol (1913-1916).

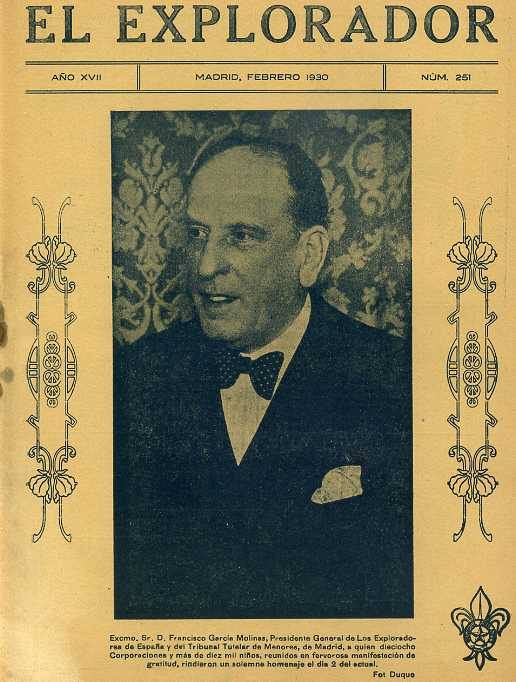
Retrato de Francisco García Molinas en la revista El Explorador (1930).

También presidió la Asociación Matritense de Caridad, y del Fomento del Turismo de Madrid. Ostentó la vicepresidencia de los Exploradores de España («boy scouts españoles») y a partir de 1924 hasta 1926 la presidencia de la misma institución en el consejo nacional de Madrid. Durante la dictadura de Primo de Rivera puso a disposición del gobierno a los Exploradores de España, como medio para la educación cívica, escuela de ciudadanía para el «mejoramiento de la raza» y ejemplo de solidaridad entre clases.

## Distinciones y homenajes
La ciudad de Madrid le honró por medio de una calle situada en las proximidades de Gran Vía, plaza de España y el popular Mercado de los Mostenses.

## Publicaciones
- Ludovic Jammes, Francisco García Molinas (1896), Memorándum de física para la licenciatura y el doctorado en medicina y farmacia, Bailly-Baillière (ed.)